# J.C. Bloem (kunstwerk)
J.C. Bloem (grafisch BLOEM JC) is een kunstvoorwerp in Amsterdam-Oost.
Het "beeld" staat tussen de rijweg van de Mauritskade en het water van de Singelgracht. Het staat daarbij recht tegenover de ingang van de Dapperstraat. Kunstenaar Steffen Maas liet zich inspireren door het sonnet De Dapperstraat van J.C. Bloem over diezelfde Dapperstraat, eindigend met de regel "Domweg gelukkig, in de Dapperstraat". 
Voorts leek de kunstenaar geïnspireerd op de emaille bordjes die (in Amsterdam) bij waterwegen staan of hangen waarbij aangegeven is dat er op de bodem een zinker voor kabels of leidingen liggen. Voorts lijken de letters van J en C die los staan van de rest zo weggelopen te zijn uit een Scrabblespel, alleen de letterwaarde ontbreekt.
Voor liefhebber staat de tekst van het sonnet afgebeeld op een nieuwbouwflat op de kruising van de Dapperstraat (huisnummer 32) en Commelinstraat.